# Vrijednosni papir
Vrijednosni papir jednostrani je pravni akt u obliku isprave ili elektroničkoga zapisa kojim se daje ovlašteniku pravo na ostvarenje nekoga imovinskoga prava.
Bitni sastojci pojedinog vrijednosnog papira su: osnovna naznaka vrste, ime i sjedište, tj. prebivalište izdavatelja, ime ovlaštenika, sadržaj obveze, tj. prava, mjesto i datum izdavanja, serijski broj vrijednosnog papira i izdavateljev potpis.
Prema sadržanom pravu, mogu biti:
- obveznopravni ili dužnički (npr. mjenica, ček, obveznica, kreditno pismo);
- stvarnopravni (npr. teretnica, založnica, skladišnica);
- korporacijski (npr. dionice).

### Mrežna sjedišta
- Vrijednosni papir. Hrvatska enciklopedija LZMK. Pristupljeno 3. travnja 2025.